# Ghost adventures
Ghost Adventures er en amerikansk tv-serie, der er produceret af Travel Channel.
I programmet medvirker tre personer: Nick, Zak og Aaron, der rejser til USA's mest hjemsøgte steder og optager evp'er. En Evp er en slags elektronisk stemme man kan optage med en evp-optager. Den virker således at man spørger om der er nogen inde i et rum med en. Hvis evp-optageren opfanger en stemme kan man gøre den højere og tydeligere og dermed mulig at forstå. 
Ghost Adventures blev sendt på TV3 Puls
Åbning Indledning: (berettet af Zak Bagans)
(Præamblen: Nogle mennesker tror på spøgelser. Nogle mennesker gør ikke.)
 Der er ting i denne verden, at vi vil aldrig fuldt ud forstår. Vi ønsker svar. Vi har arbejdet år at opbygge vores troværdighed; vores omdømme. Arbejde langs side de mest anerkendte fagfolk på området; opfange banebrydende bevis for det paranormale. Dette er vores bevis; vores Ghost Adventures.

## Medvirkende
De permanente medlemmer er Zak Bagans, Nick Groff, og Aaron Goodwin.
Nick Groff forlod Ghost Adventures i 2014
Billy Tolley og Jay Wasley er blevet permanente medlemmer af gruppen